# Ismeta
Ismeta je  žensko osebno ime.

## Izvor imena
Ismeta je različica moškega osebnega imena Ismet.

## Pogostost imena
Po podatkih Statističnega urada Republike Slovenije je bilo na dan 31. decembra 2007 v Sloveniji število ženskih oseb z imenom Ismeta: 182.